# Barry Town United Football Club
El Barry Town United Football Club és un club de futbol gal·lès, de la ciutat de Y Barri.

## Història

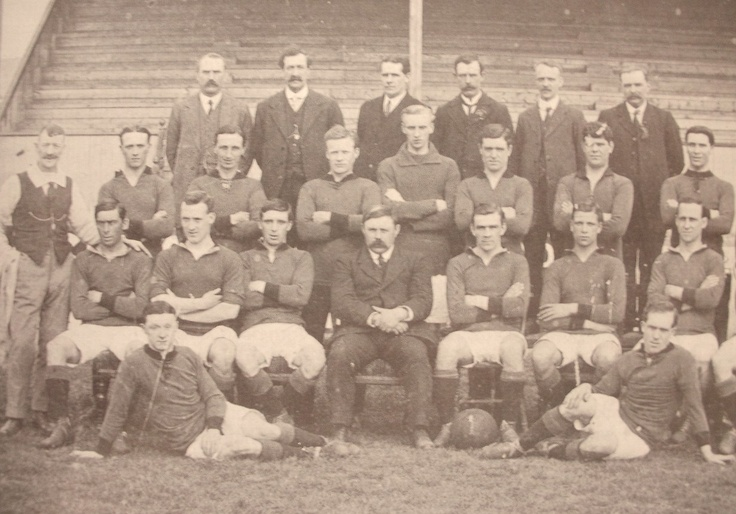
Barry AFC la temporada 1913–14.

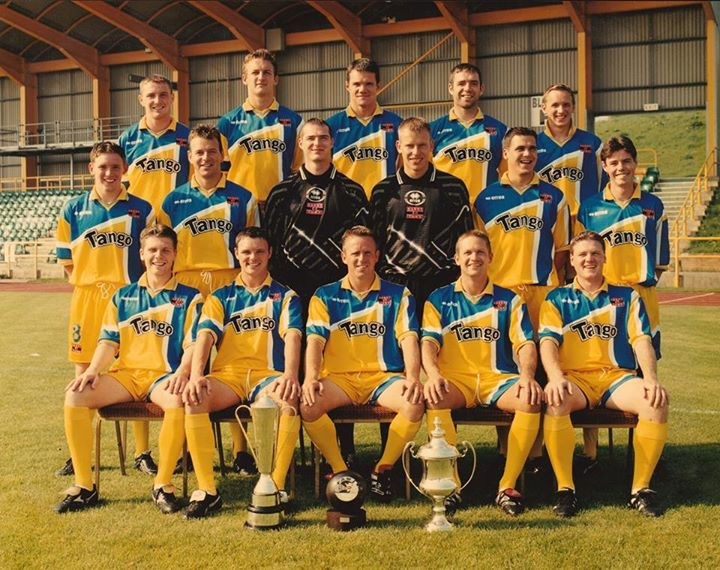
Equip del Barry el 1999.

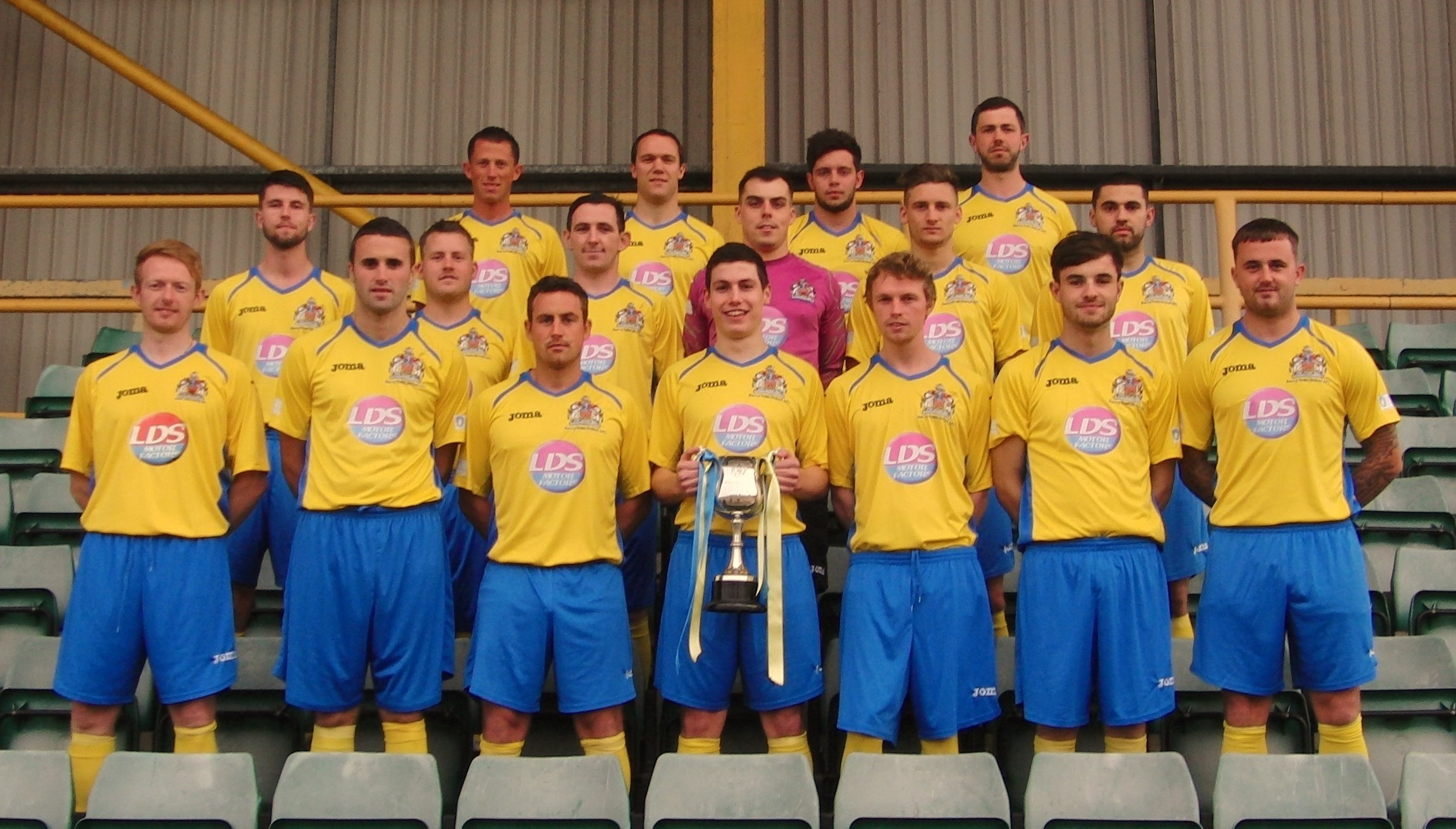
Equip del Barry el 2014.

Les arrels del Barry Town se situen fins al 1892 quan es creà un club anomenat Barry and Cadoxton District. Durant els seus primers anys de vida fou conegut amb diversos noms com Barry Unionist Athletic, Barry United Athletic i Barry District. El novembre de 1912 el club fou reformat i adoptà el nom de Barry AFC. Posteriorment, el 1931 afegí el sufix Town al seu nom. El 7 de maig de 2013 la propietat del club va decidir deixar la Lliga Gal·lesa, una decisió presa contra els aficionats, que estaven disposats a fer-se càrrec de l'equip en els dos últims partits. Després de diverses reunions, els seguidors van decidir la continuïtat de l'equip amb el nom Barry Town United.

## Palmarès
- Lliga gal·lesa de futbol:
  - 1995-96, 1996-97, 1997-98, 1998-99, 2000-01, 2001-02, 2002-03
- Copa gal·lesa de futbol:
  - 1954-55, 1993-94, 1996-97, 2000-01, 2001-02, 2002-03
- Copa de la Lliga gal·lesa de futbol:
  - 1996-97, 1997-98, 1998-99, 1999-2000
- FAW Premier Cup:
  - 1998-99
- FAW Trophy:
  - 1993-94
- Southern League (Gal·les):
  - 1920-21
- Welsh League Premier Division:
  - 1982-83
- Welsh League National Division:
  - 1983-84, 1984-85, 1985-86, 1986-87, 1988-89
- Welsh League Division One:
  - 1993-94
- Welsh League Challenge Cup:
  - 1934-35, 1946-47
- SA Brain Challenge Cup:
  - 1978-79, 1982-83, 1986-87
- South Wales & Monmouthshire Senior Cup:
  - 1925-26, 1926-27, 1937-38, 1938-39, 1952-53, 1953-54, 1958-59, 1959-60, 1965-66, 1975-76, 1977-78, 1983-84, 1986-87, 1987-88, 1991-92